# Friedrich Lengfeld

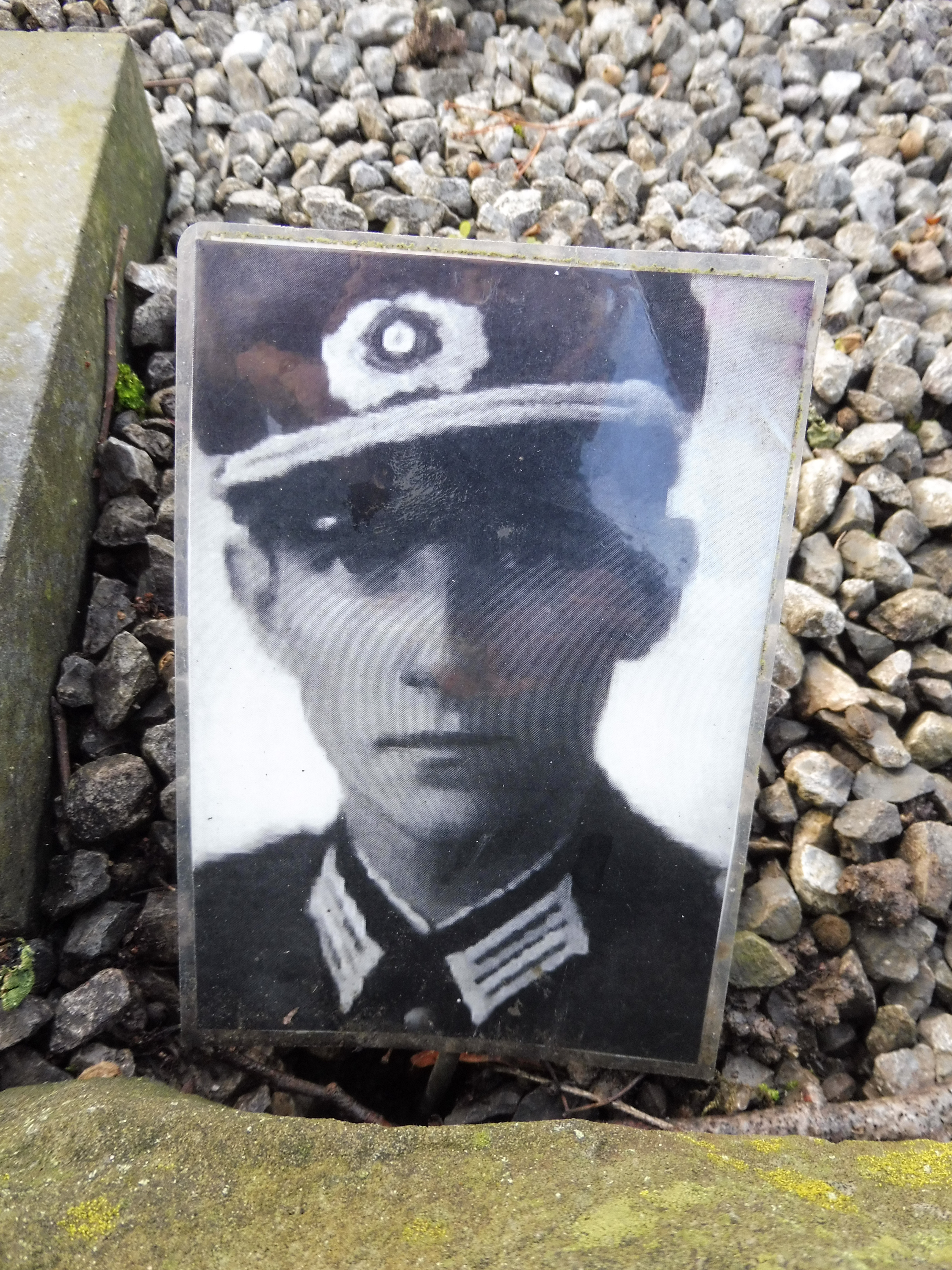
Porträt von Friedrich Lengfeld. Aufgenommen an der Grabstelle (Friedhof Düren-Rölsdorf)

Friedrich Lengfeld (* 29. September 1921 in Grunwald, Kreis Glatz, Provinz Niederschlesien; † 12. November 1944 in Froitzheim) war ein Leutnant der Wehrmacht und Kompaniechef der 2. Kompanie des Füsilierbataillons der 275. Infanterie-Division. Er starb während der Allerseelenschlacht um die Ortschaft Schmidt bei dem Versuch, einen verwundeten amerikanischen Soldaten aus einem Minenfeld zu retten.

## Militärische Laufbahn
Über seine frühe militärische Laufbahn ist wenig bekannt. Die Inschrift seiner Erkennungsmarke (Nr. 1406 1. Geb.Jäg.Ers.Btl.98) lässt darauf schließen, dass er dem Stab des Gebirgsjäger-Ersatz-Bataillon I./98 in Mittenwald angehörte, die Teil der 8. Gebirgs-Division war. Lengfeld wurde an verschiedenen Fronteinsätzen in Russland mehrfach verwundet und ausgezeichnet. Lengfeld wurde 1944 der in Frankreich aufgestellten 275. Infanterie Division zugeteilt.

## Schlacht im Hürtgenwald

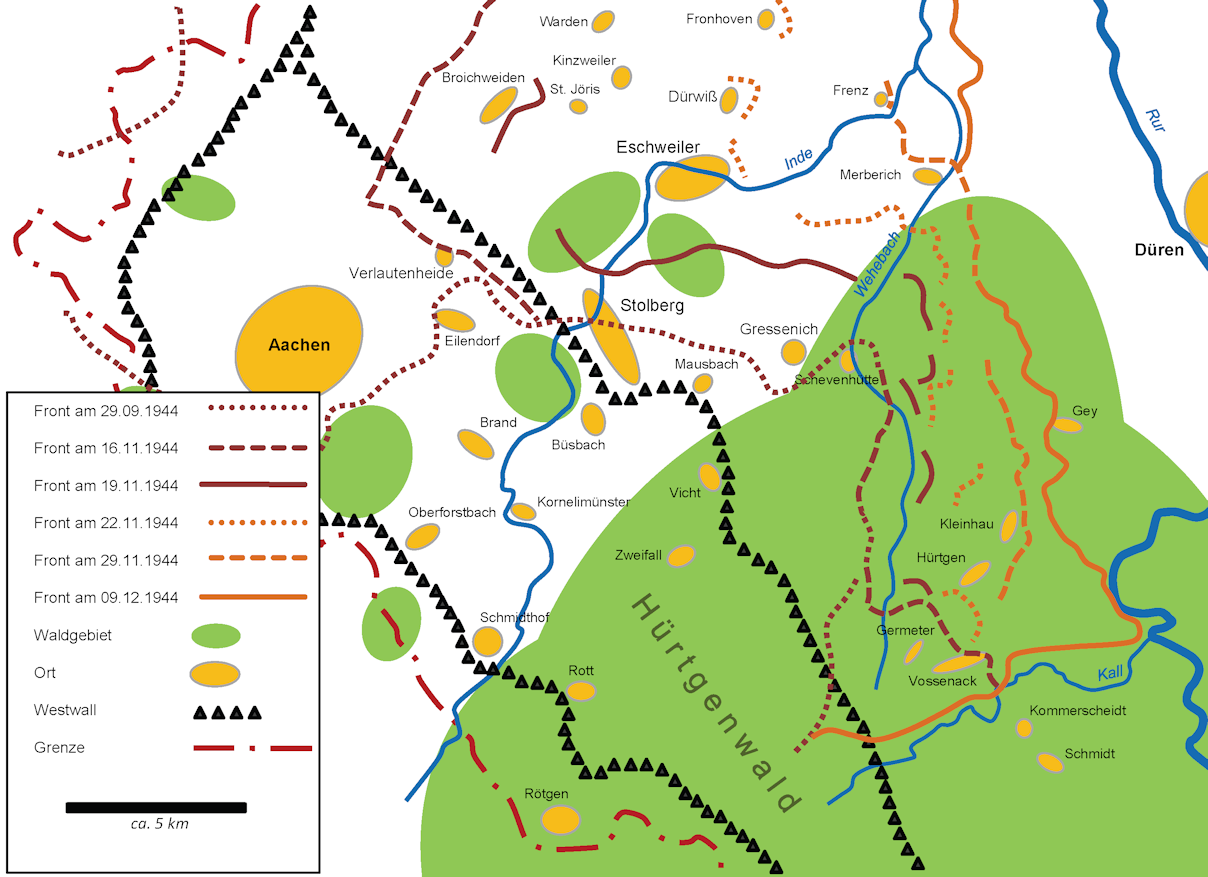
Der Schlachtenverlauf im Hürtgenwald (1944)

Friedrich Lengfeld war während der Kämpfe bei der Schlacht im Hürtgenwald Kompaniechef der 2. Kompanie der 275. Infanteriedivision. Diese war im November 1944 rund um das Minenfeld (interne Ortsbezeichnung: Wilde Sau) und Forsthaus Hürtgen eingesetzt.
Am Nachmittag des 2. November wurde von den deutschen Truppen eine Verteidigungslinie aufgebaut, die vom Minenfeld Wilde Sau bis auf die Westseite der Straße führte. Ein Maschinengewehrnest schützte die minenfreie Gasse, die heute zum Friedhof führt. Der Nachschubweg für die amerikanischen Truppen war die alte Zweifaller Straße, über die während der Kämpfe schwere Kettenfahrzeuge an die Front herangeführt werden konnten. Der von hier aus am 2. November 1944 gestartete Angriff auf Hürtgen wurde wenig später durch die Deutschen im Bereich des Minenfeldes Wilde Sau gestoppt. Das Minenfeld hielt den Vormarsch des amerikanischen 109th Infantry Regiment auf.
Am 3. November eroberte die 116. Panzer-Division „Windhunde“ die zerrissene Front zwischen Schmidt und Hürtgen zurück. Am 4. November begannen Gegenangriffe der amerikanischen Streitkräfte. In der Gegend zwischen Vossenack und Schmidt tobten schwere Kämpfe, begleitet von Artillerieschlägen und Panzergefechten. Das US Army Air Corps hatte die Luftüberlegenheit, beteiligte sich an Bodenkämpfen, musste wegen des sehr schlechten Wetters die Luftunterstützung aber einstellen.
Der Frontabschnitt wurde nach schweren Verlusten des 109th Infantry Regiment am 7. und 8. November vom 12. Infanterieregiment der 4. US-Infanteriedivision übernommen. Leutnant Lengfeld führte mit seinem Meldegänger Hubert Gees einen Spähtrupp zu einem amerikanischen Außenposten, der noch nicht wieder von der US-Army besetzt war. Gegen Mittag des 10. November eröffneten die deutschen Befehlshaber an der Spitze des Waldes und an der amerikanischen Frontlinie südwestlich von Hürtgen einen halbstündigen schweren Artilleriebeschuss. Dies war ein neuer Versuch, die Amerikaner mit allen verfügbaren Mitteln zurückzuwerfen. Die Kompanie von Leutnant Lengfeld war von amerikanischen Truppen (12th US Infantry Regiment) belagert. In den Gefechten wechselte das strategisch wichtige Forsthaus mehrmals den Besitzer.
Am Vormittag des 12. November 1944 hörten deutsche Soldaten Hilferufe und Schmerzensschreie aus dem Minenfeld Wilde Sau. Ein verwundeter amerikanischer Soldat rief an der Böschungskante der östlichen Straße, mitten im Niemandsland zwischen der Frontlinie, um Hilfe. Leutnant Lengfeld gab den Befehl, auf keinen Fall auf eventuell anrückende amerikanische Sanitäter zu schießen.
Gegen 10:30 Uhr Ortszeit rief der verwundete US-Soldat immer noch um Hilfe. Lengfeld befahl den eigenen Sanitätern, einen Bergungstrupp zu bilden. Er führte diesen Trupp unter dem Schutzzeichen des Roten Kreuzes an den eigenen Panzerminen vorbei, deren Lage relativ gut zu erkennen war. Als Lengfeld in Höhe des schwer verwundeten Amerikaners die Straßenseite wechselte, riss eine Schützenmine ihn zu Boden. Die Schrapnellwirkung der Anti-Personenmine fügte Lengfeld schwere innere Verwundungen zu. Er wurde unter der Führung eines leicht verwundeten Unteroffiziers zum Verbandplatz Lukas-Mühle und später zum Hauptverbandplatz in Froitzheim gebracht; dort wurde sein Tod festgestellt.
Lengfeld wurde auf der Kriegsgräberstätte Düren-Rölsdorf bestattet.

## Ehrungen
Auf dem Ehrenfriedhof Hürtgen steht zu seinen Ehren ein Denkmal, das die Veteranenvereinigung des 22. US-Infanterie-Regiments der 4. Infanteriedivision am 7. Oktober 1994 errichten ließ. Dieses und das Denkmal zu Ehren von Karl-Heinz Rosch in den Niederlanden sind die einzigen bekannten Denkmäler, die damalige Gegner für Wehrmacht-Soldaten errichteten.

### Inschrift des Gedenksteins
Ein abgewandeltes Zitat aus dem Johannes-Evangelium: “No man hath greater love than he who layeth down his life for his enemy.” (deutsch: „Niemand hat größere Liebe, als wer sein Leben hingibt für seinen Feind“).

## Führungsstil und Persönlichkeit
Sein Führungsstil als Offizier wird als vorbildlich beschrieben. Besonders hervorzuheben sei seine Leistungsbereitschaft gewesen und sein Grundsatz, von seinen Untergebenen nicht mehr zu fordern als er selbst leisten konnte. Gemäß dem taktischen Prinzip Führung von vorne führte er u. a. seine Soldaten persönlich an und setzte sich dazu an die Spitze einer Aufklärungspatrouille, als diese zu den amerikanischen Linien vorrückte.

## Sonstiges
Über die Identität und das Schicksal des verwundeten amerikanischen Soldaten im Minenfeld liegen keine gesicherten Informationen vor. Der Augenzeuge und Meldegänger von Friedrich Lengfeld, Hubert Gees, schrieb in seinem Augenzeugenbericht, der verwundete G.I. sei möglicherweise transport- oder gehfähig gewesen.
Gees spekulierte in seinem Bericht, der verwundete US-Soldat habe sich aus eigener Kraft zu den amerikanischen Linien retten können, bevor die Umgebung am 13. November 1944 von der Wehrmacht zurückerobert wurde.

## Bildergalerie

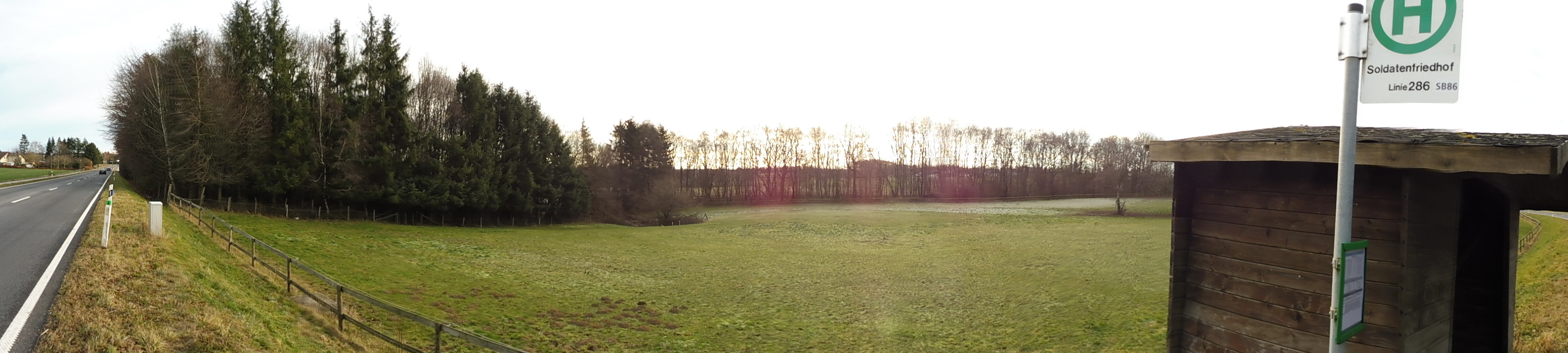
Unglücksstelle von Friedrich Lengfeld in der Nähe von der Kriegsgräberstätte Hürtgen. Der verwundete US-Soldat lag am vorderen Waldrand nahe der Straße. Der deutsche Bergungstrupp überquerte die Straße von der linken Seite aus (B 399-Höhenstraße 110, 52393 Hürtgenwald).
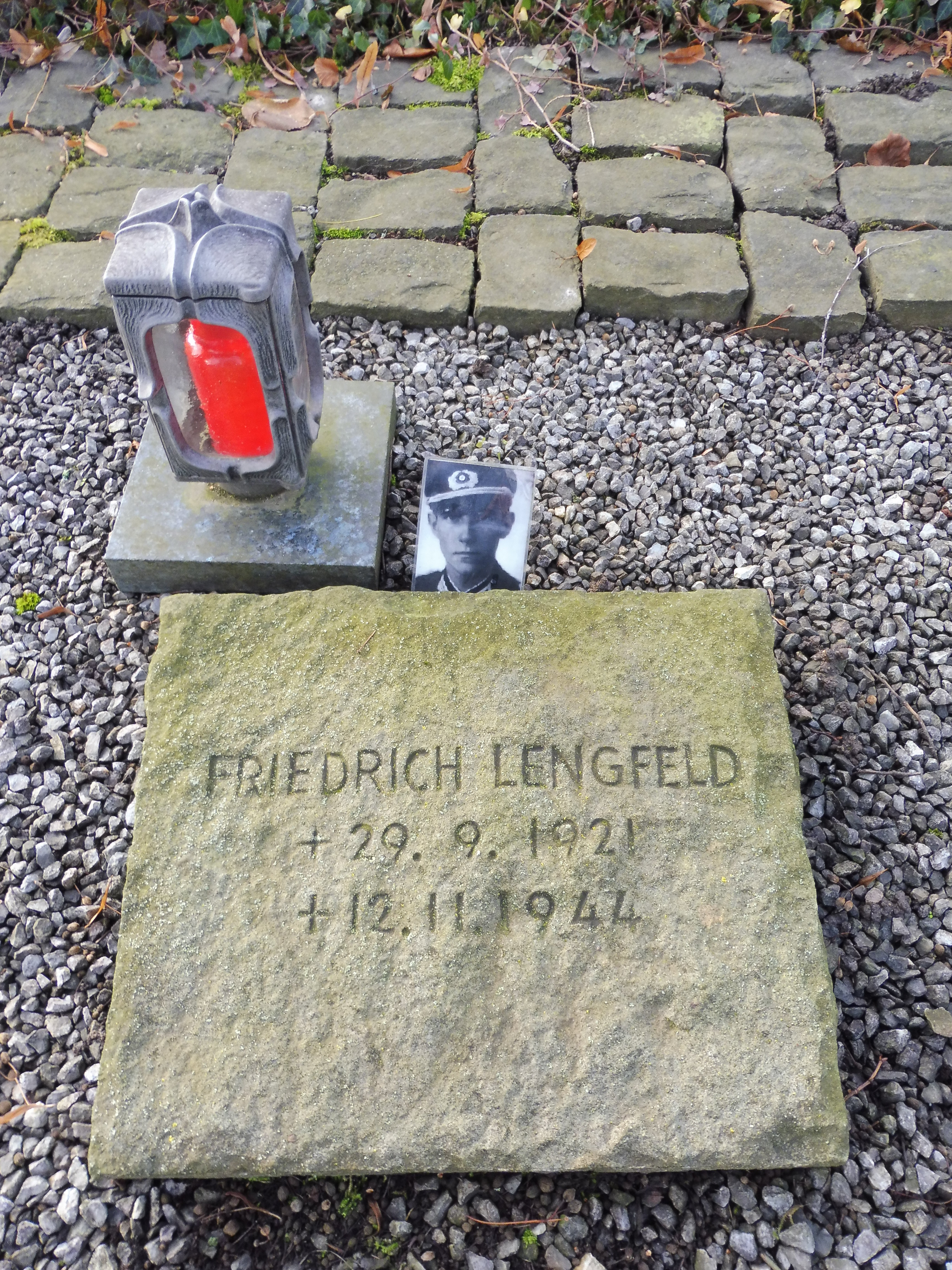
Grabstelle mit Porträt von Friedrich Lengfeld auf der Kriegsgräberstätte (Friedhof Düren-Rölsdorf)
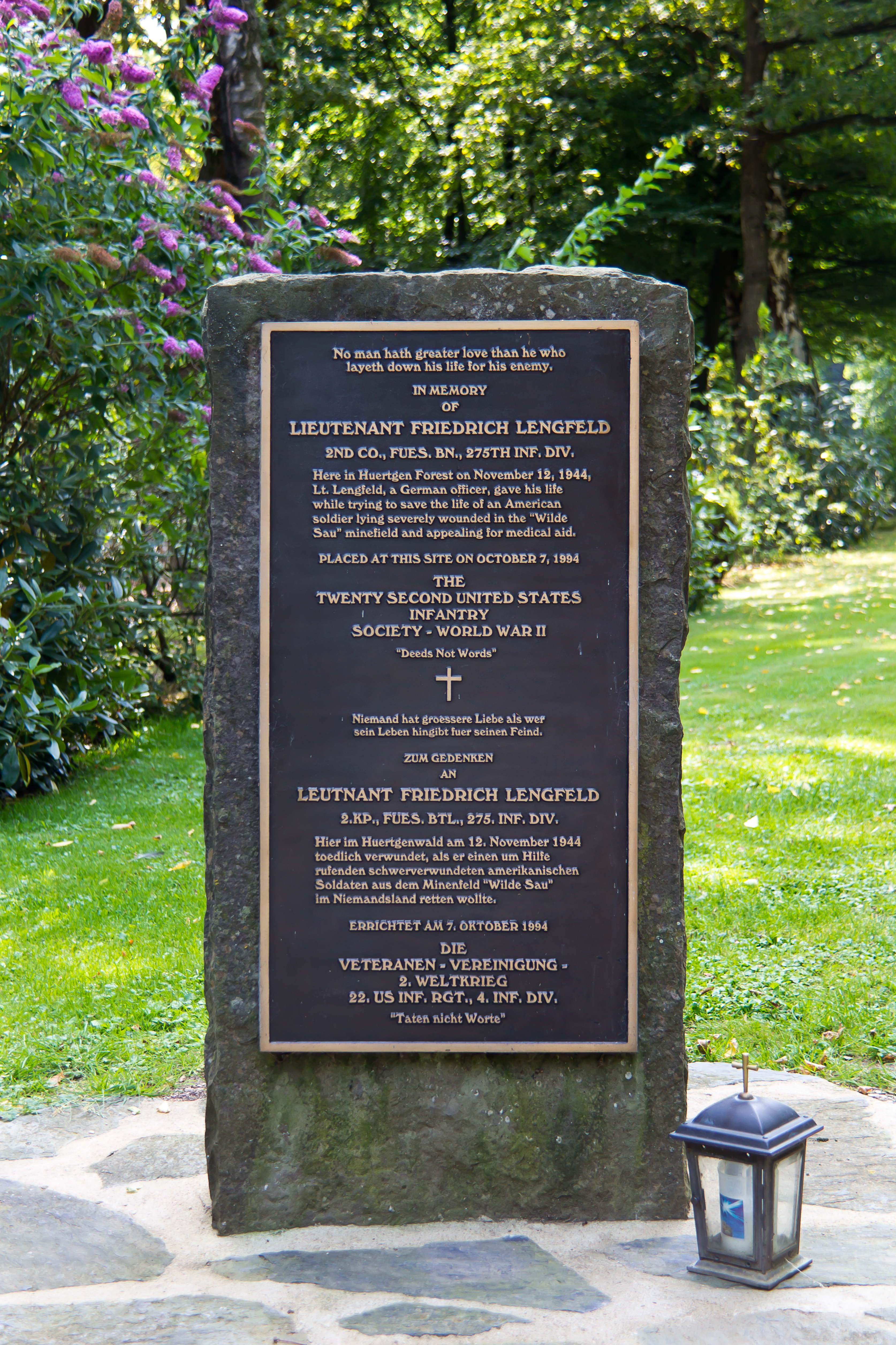
Gedenkstein für Friedrich Lengfeld auf der Kriegsgräberstätte Hürtgen